# Impatiens linghziensis
Impatiens linghziensis är en balsaminväxtart som beskrevs av Yi Ling Chen. Impatiens linghziensis ingår i släktet balsaminer, och familjen balsaminväxter. Inga underarter finns listade i Catalogue of Life.